# Kamiana Mohyla
Kamiana Mohyla (en ukrainien : Кам'яна Могила ; en russe : Каменная Могила, Kamennaïa Mogila ; littéralement « tombe de pierre ») est un chaos rocheux et un site d'art rupestre situé dans la vallée de la Molotchna, près du village de Terpinnia, dans la commune de Myrne, dans le raïon de Melitopol, dans l'oblast de Zaporijjia, en Ukraine.

## Description
Le site est constitué d'un ensemble de blocs de grès, dont l'accumulation forme plusieurs dizaines de petites cavités à l'intérieur d'une colline haute de 12 mètres, sur une superficie d'environ 1,6 ha. Le grès s'est formé à partir d'un banc de sable de l'océan Téthys. Pendant longtemps, le site a été une ile entourée par la rivière Molotchna, qui s'est progressivement ensablée et coule désormais légèrement à l'ouest. Il s'agirait de la seule formation rocheuse de ce type dans toute la Tauride et tout le Kouban.

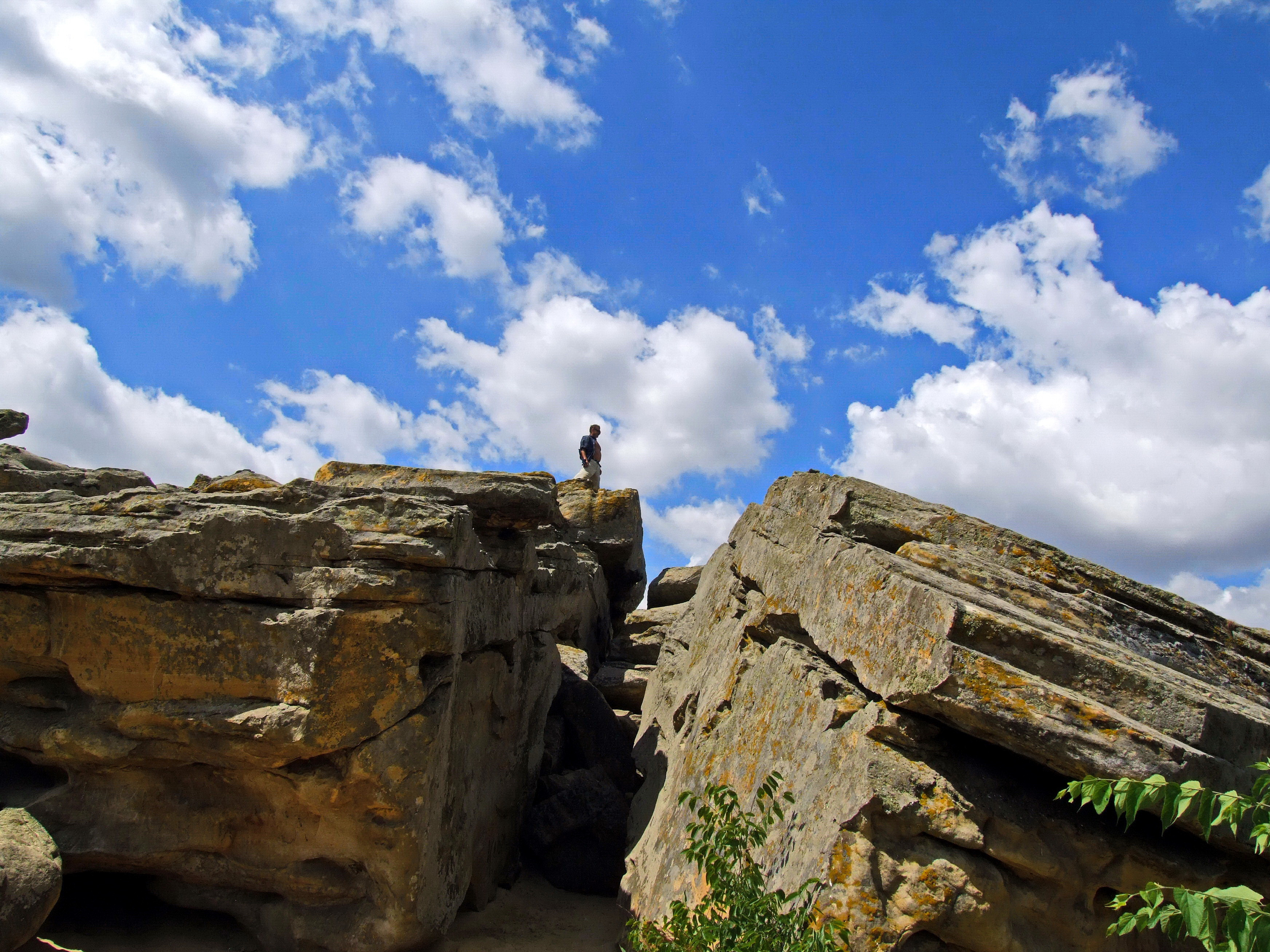
Exemple du chaos rocheux.

## Art rupestre
On trouve des centaines de pétroglyphes et gravures rupestres sur les rochers et dans les cavités du site, parfois masqués par des accumulations de sable, faute de protection contre les éléments. Les gravures représentent des figures géométriques abstraites, des images d’hommes, d’animaux sauvages et domestiques, des scènes de chasse, de danse, d’accouplement, de sorcellerie, des symboles solaires, etc. Il subsiste quelques traces de peinture rouge ou noire sur certaines figures gravées.

## Vestiges archéologiques
On a trouvé peu de vestiges d'une présence humaine préhistorique sur le site et aux alentours, ce qui a conduit les chercheurs a penser qu'il pouvait s'agir d'un sanctuaire dépourvu de toute habitation.

## Datation
Les chercheurs attribuent généralement les gravures rupestres au Mésolithique ou au Néolithique, sans consensus jusqu'à présent.

## Protection
Le site a obtenu un premier niveau de protection en 1954. Il a été inscrit en 2008 au Registre national des monuments immeubles d'Ukraine, à titre à la fois naturel et culturel,. Il figure sur la liste indicative du Patrimoine mondial de l'Unesco depuis 2006.

## Galerie d'images

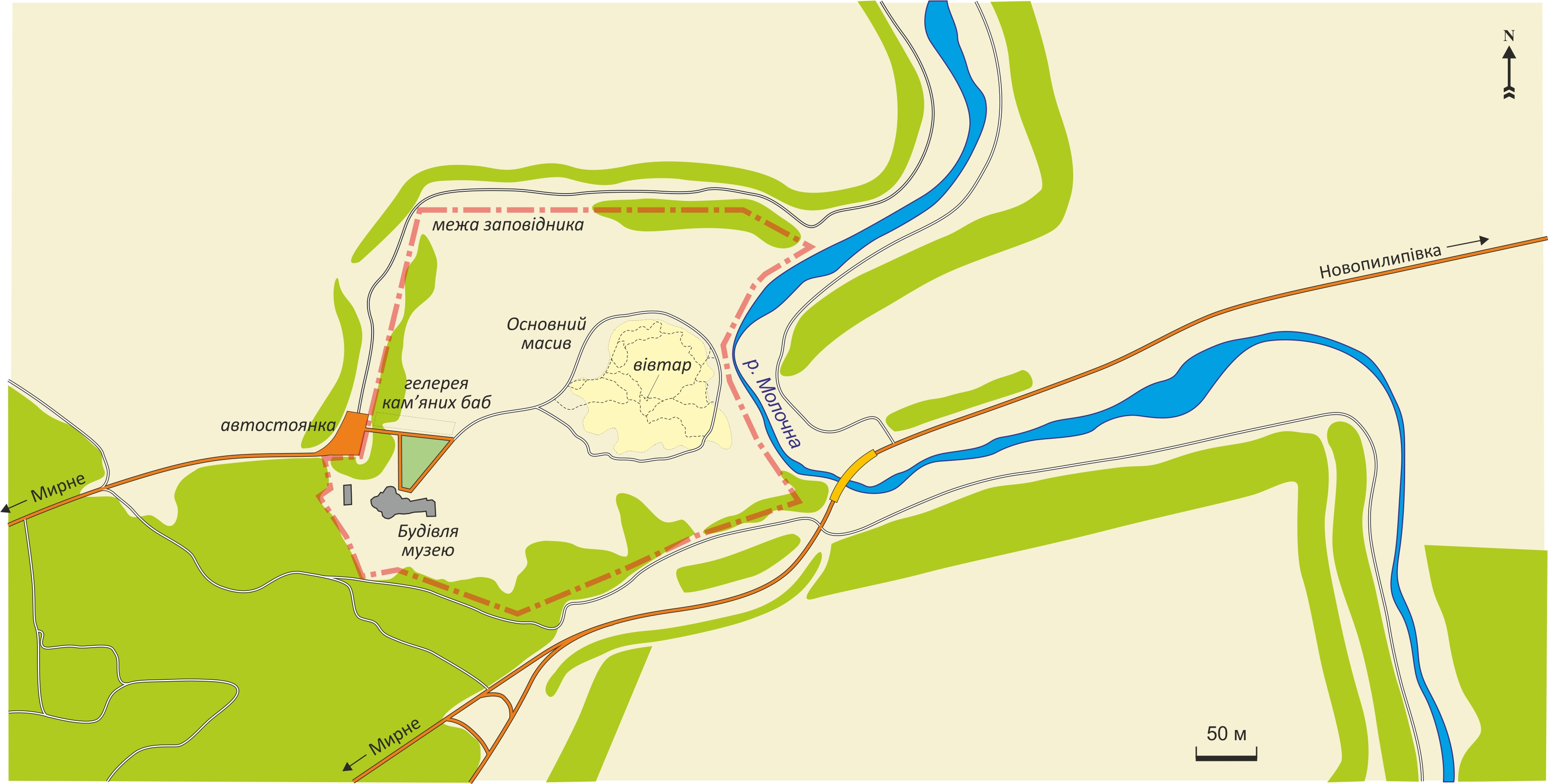
Plan du site
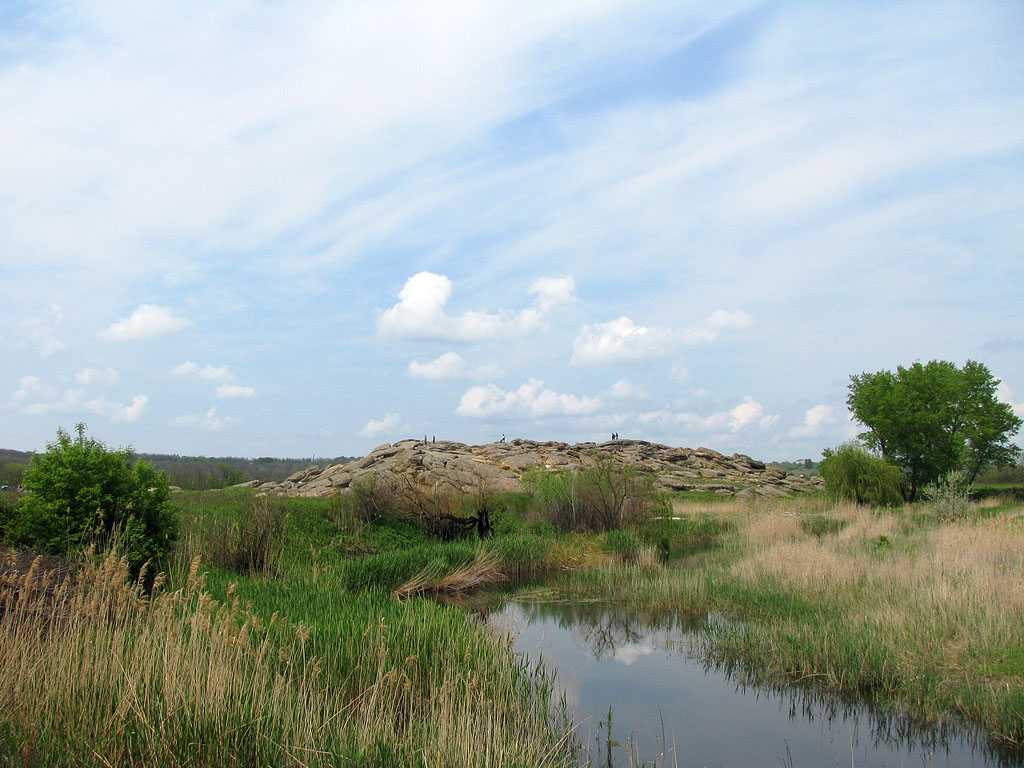
Kamyana Mohyla et la rivière Molotchna.
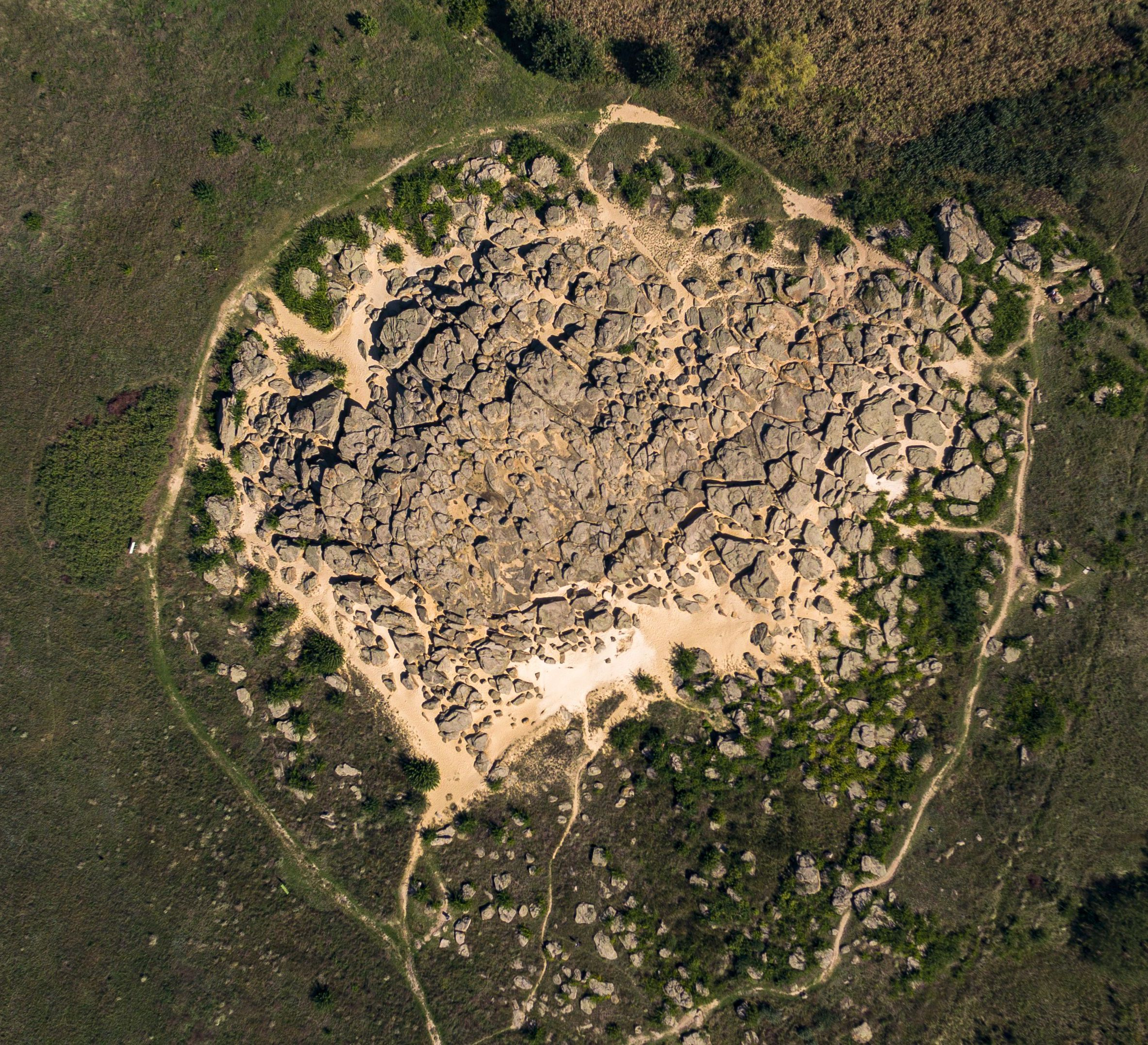
Vue du site en surplomb.
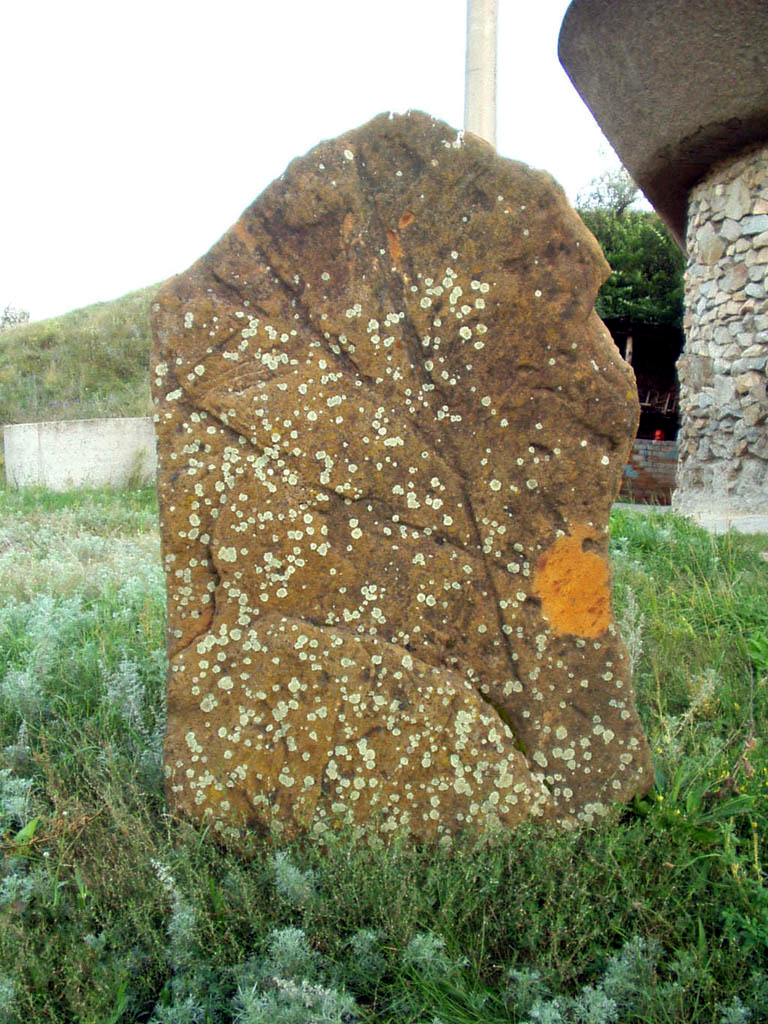
Une pierre portant des pétroglyphes.

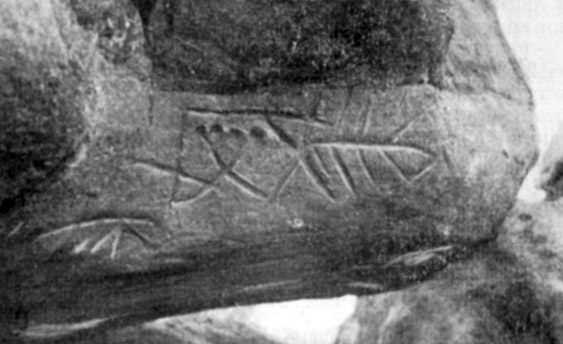
Exemples
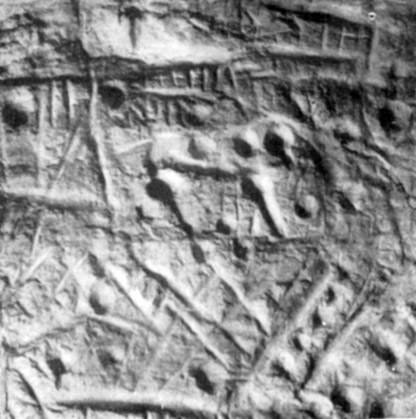
de
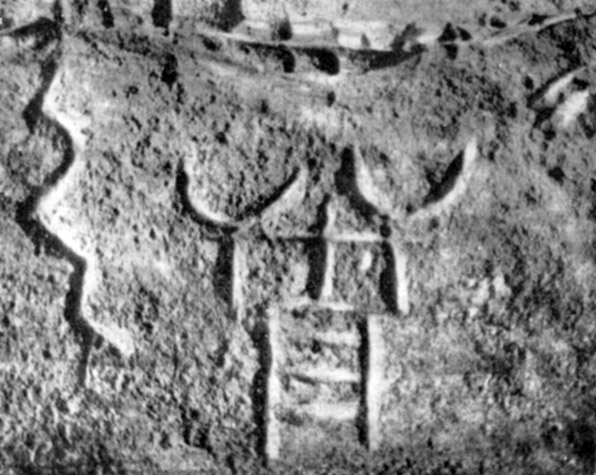
pétroglyphes.
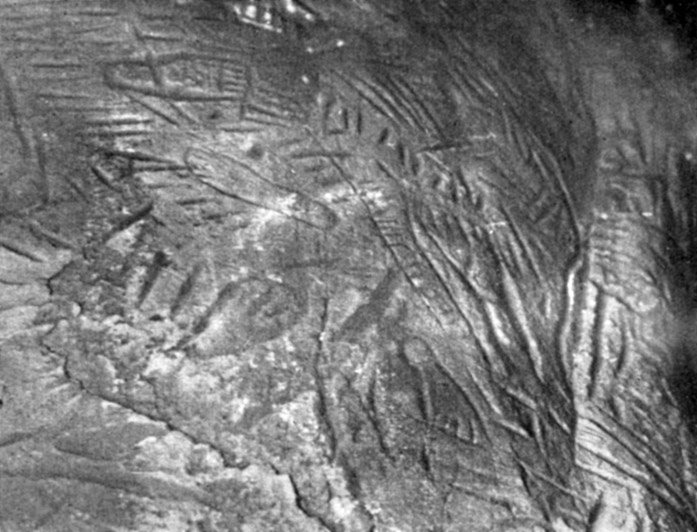
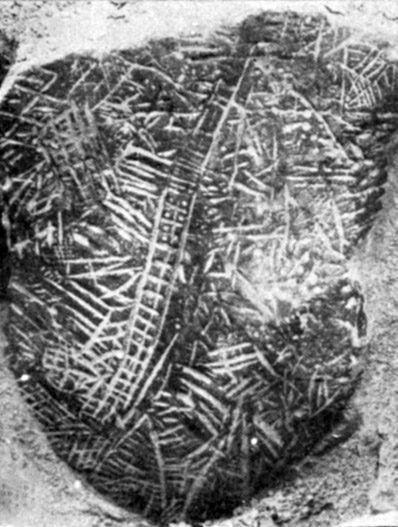
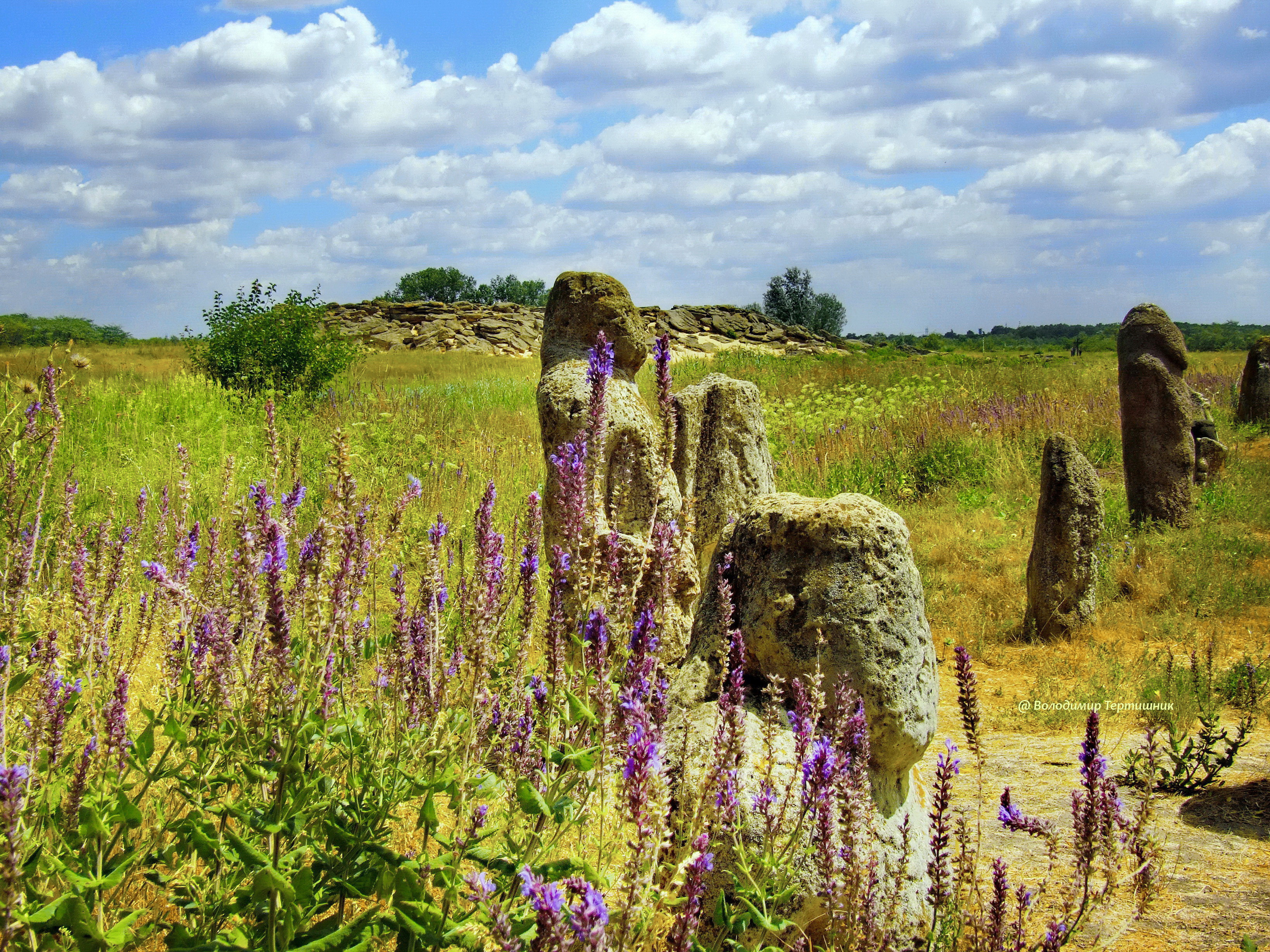
Stèles et kourgane.
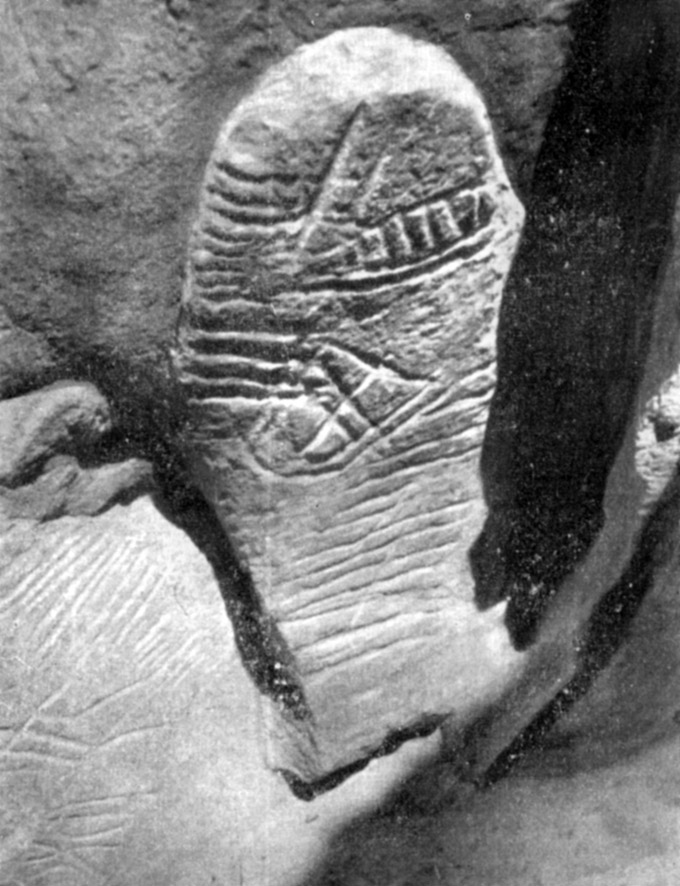

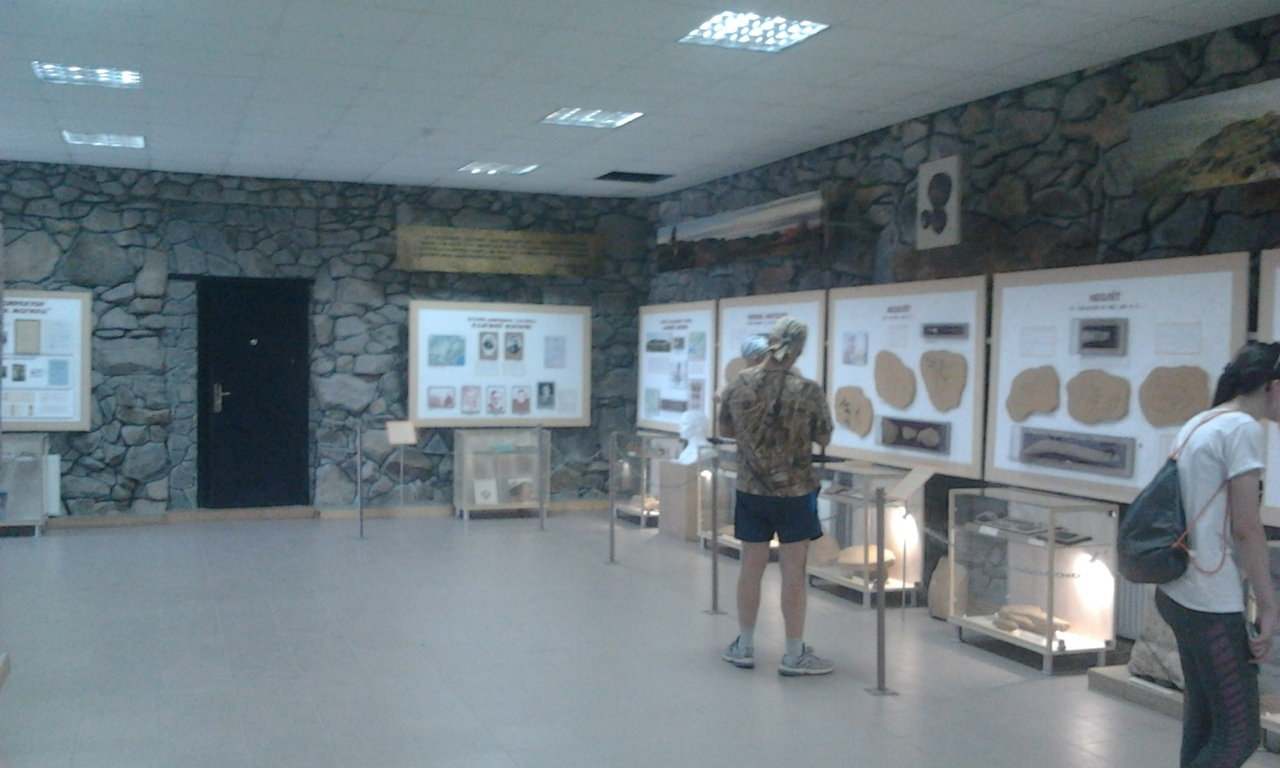
Salles du
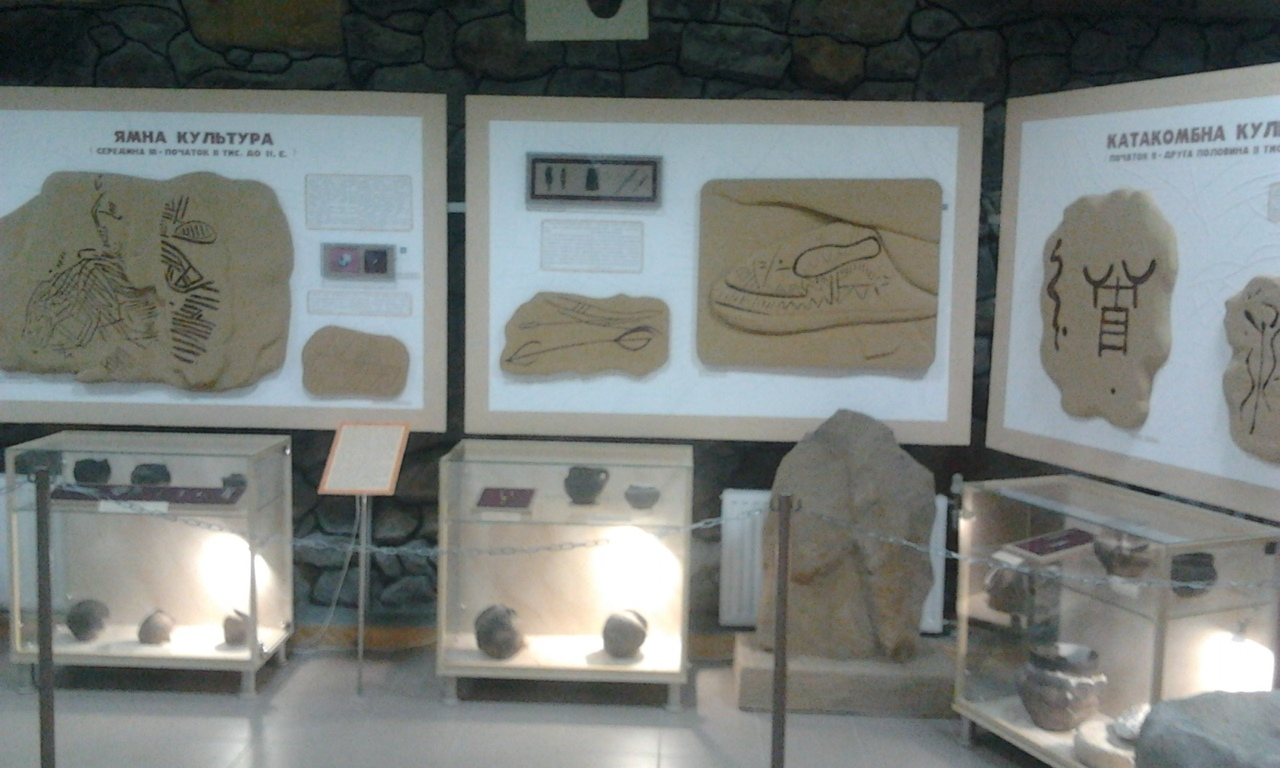
Musée de site.
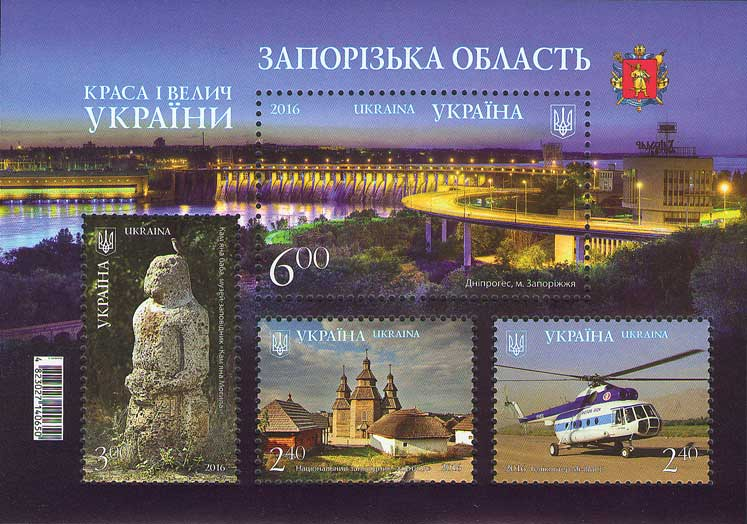
Le site sur un timbre ukrainien de 2016.